# Ademir (ur. 1960)
Ademir, właśc. Ademir Roque Kaefer (ur. 6 stycznia 1960 w Toledo) – piłkarz brazylijski, występujący podczas kariery na pozycji defensywngo pomocnika.

## Kariera klubowa
Karierę piłkarską Ademir zaczął w klubie Império Toledo de Futebol w 1977 roku. W 1981 przeszedł do SC Internacional. W lidze brazylijskiej zadebiutował 18 stycznia 1981 w wygranym 4-2 meczu z Ponte Preta Campinas. Z Internacionalem czterokrotnie zdobył mistrzostwo stanu Rio Grande do Sul – Campeonato Gaúcho w 1981, 1982, 1983 i 1984. W 1986 przeszedł do na krótko do EC Santo André, z którego przeszedł do Cruzeiro EC.
Z Cruzeiro dwukrotnie zdobył mistrzostwo stanu Minas Gerais – Campeonato Mineiro w 1987 i 1990 oraz Supercopa Sudamericana 1991. W latach 1992–1993 występował w Argentynie w Racing Club de Avellaneda. W 1993 powrócił do Cruzeiro i grał w nim w do zakończenia kariery w 1996. W Cruzeiro 21 listopada 1995 w wygranym 4-1 meczu z Criciúma EC Ademir rozegrał ostatni mecz w lidze brazylijskiej. W lidze brazylijskiej rozegrał 227 meczów i strzelił 4 bramki.

## Kariera reprezentacyjna
W reprezentacji Brazylii Ademir zadebiutował 7 lipca 1988 w wygranym 1-0 meczu z reprezentacją Australii w Turnieju Dwustulecie Australii. Ostatni raz w reprezentacji wystąpił 12 października 1988 w wygranym 2-0 towarzyskim meczu z reprezentacją Belgii.
W 1984 roku Ademir brał udział w Igrzyskach Olimpijskich w Los Angeles, na którym Brazylia zdobyła srebrny medal. Na turnieju Ademir wystąpił we wszystkich sześciu meczach z Arabią Saudyjską, RFN, Marokiem, Kanadą, Włochami i Francją. W 1988 roku Ademir po raz drugi brał udział w Igrzyskach Olimpijskich w Seulu, na którym Brazylia ponownie zdobyła srebrny medal. Na turnieju Ademir wystąpił w pięciu meczach z Nigerią, Australią, Jugosławią, Argentyną i RFN.